# Gas verinós a la Primera Guerra Mundial

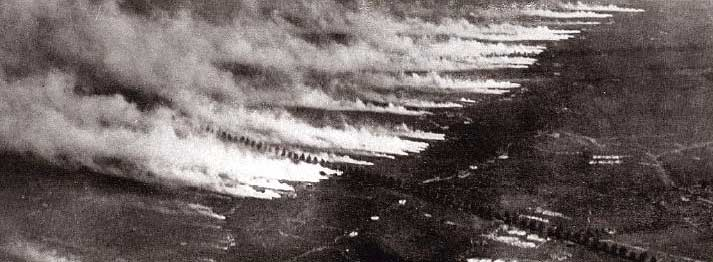
Un atac amb gas verinós usant cilindres de gas durant la Primera Guerra Mundial.

L'ús de gas verinós en la Primera Guerra Mundial va ser una important innovació militar. Els gasos utilitzats anaven des del gas lacrimogen a agents incapacitants com el gas mostassa i agents letals com el fosgen. Aquesta guerra química va ser un dels principals elements de la primera guerra global i també de la primera guerra total del segle xx.
La capacitat letal del gas era limitada —solament el 3% de les morts en combat van ser degudes al gas—, però la proporció de baixes no letals va ser alta, arribant el gas a ser un dels factors més temuts entre els soldats.
Al contrari que la majoria de les armes de l'època, va ser possible desenvolupar contramesures efectives per al gas. Per aquest motiu en les fases finals de la guerra, encara que l'ús del gas va augmentar, en molts casos la seva efectivitat va disminuir. A causa de l'ús generalitzat de la guerra química, a més dels importants avanços en la fabricació d'explosius d'alt ordre, de vegades s'ha qualificat a la Primera Guerra Mundial com "la guerra dels químics".
L'ús de gas verinós realitzat per tots els principals bel·ligerants en la Primera Guerra Mundial va ser constituït com a crim de guerra, ja que va violar la Declaració de l'Haia de 1899 sobre gasos asfixiants i la Convenció de l'Haia de 1907 en guerra terrestre, que prohibia l'ús de "verí o armes verinoses" en la guerra.

## Història

### 1914, gas lacrimogen
Els primers usos d'agents químics com armes van ser en forma d'irritant lacrimogen, en comptes de verins letals o incapacitants. Encara que generalment es creu que els gasos es van utilitzar per primera vegada en la Primera Guerra Mundial, hi ha informacions que els espartans van utilitzar gas sulfurós al segle v aC.
Durant la Primera Guerra Mundial, els francesos van ser els primers a emprar gas, utilitzant granades emplenes de gas lacrimogen (bromur de xilil) a l'agost de 1914. Alemanya va respondre amb la mateixa moneda a l'octubre de 1914, disparant obusos de fragmentació plens d'agents químics irritants contra les posicions franceses en Neuve Chapelle, encara que la concentració assolida era tan petita que tot just es va percebre.

### 1915, ús a gran escala i gasos letals
Alemanya va ser la primera a fer ús a gran escala del gas com arma. El 31 de gener de 1915, es van disparar 18.000 obusos d'artilleria plens de bromur de xilil líquid (conegut com a T-Stoff) sobre les posicions russes en el riu Rawka, a l'oest de Varsòvia, durant la batalla de Bolimov. En lloc de vaporitzar-se, el producte es va congelar, fallant estrepitosament.
El clor va ser el primer agent letal que es va emprar. El conglomerat d'empreses químiques IG Farben produïa clor com subproducte de la fabricació de tints. En cooperació amb Fritz Haber, del Societat Kàiser Guillem de Química de Berlín, van començar a desenvolupar mètodes per a descarregar clor gasós contra les trinxeres enemigues. El 22 d'abril de 1915, l'exèrcit alemany tenia 160 tones de clor repartides en 5.730 cilindres enfront de Langemark, al nord d'Ieper (Bèlgica). A les 17:00, amb una lleugera brisa de l'est, van alliberar el gas, formant un núvol verd grisenca que es va desplaçar fins a les posicions de les tropes colonials franceses, les quals van abandonar les seves trinxeres creant una franja buida de 7 km en les línies aliades. No obstant això, la infanteria alemanya també va témer el contacte amb el gas, a més de mancar de reforços, de manera que no van aconseguir aprofitar la retirada enemiga abans que arribessin reforços canadencs i britànics.
En el que acabaria convertint-se en la Segona batalla d'Ypres, els alemanys van utilitzar gas en tres ocasions més; el 24 d'abril contra la Primera Divisió d'Infanteria del Canadà, el 2 de maig prop de Mouse Trap Farm i el 5 de maig contra els britànics al Pujol 60. A aquestes altures ja existien defenses contra el gas; la British Official History afirmava que al Pujol 60:
"van morir 90 homes per enverinament per gas en les trinxeres; dels 207 traslladats a les sales d'embenat, 46 van morir gairebé immediatament i 12 després de llarg sofriment."
El clor era ineficient com arma. Produïa un núvol verdós clarament visible i una forta olor, facilitant la seva detecció. Era soluble en aigua, de manera que el senzill recurs de cobrir la boca i el nas amb un drap humit, servia per a reduir l'impacte del gas. Es pensava que era més efectiu usar orina en lloc d'aigua, ja que l'amoni neutralitzaria el clor, però no se sabia que l'amoni i el clor poden produir gasos tòxics perillosos. Es necessitava una concentració de clor de 1.000 parts per milió perquè fos letal destruint el teixit dels pulmons. Malgrat les seves limitacions, el clor va ser una arma de dissuasió molt efectiva i la visió d'un núvol de gas aproximant-se era una font contínua de por entre la infanteria.

### Atacs amb gas britànics
Els britànics van expressar la seva indignació davant l'ús alemany de gas verinós a Ypres, però van respondre desenvolupant la seva pròpia habilitat per a la guerra química. El comandant del British II Corps, el tinent general Ferguson, va dir sobre el gas:
| « | És una forma covarda de fer la guerra que ni jo ni cap soldat anglès vam aprovar. No podem guanyar aquesta guerra llevat que matem o incapacitem a més enemics que ells amb nosaltres, i si això solament es pot aconseguir copiant a l'enemic en la seva elecció de les armes, no hem de refusar fer-ho. | » |

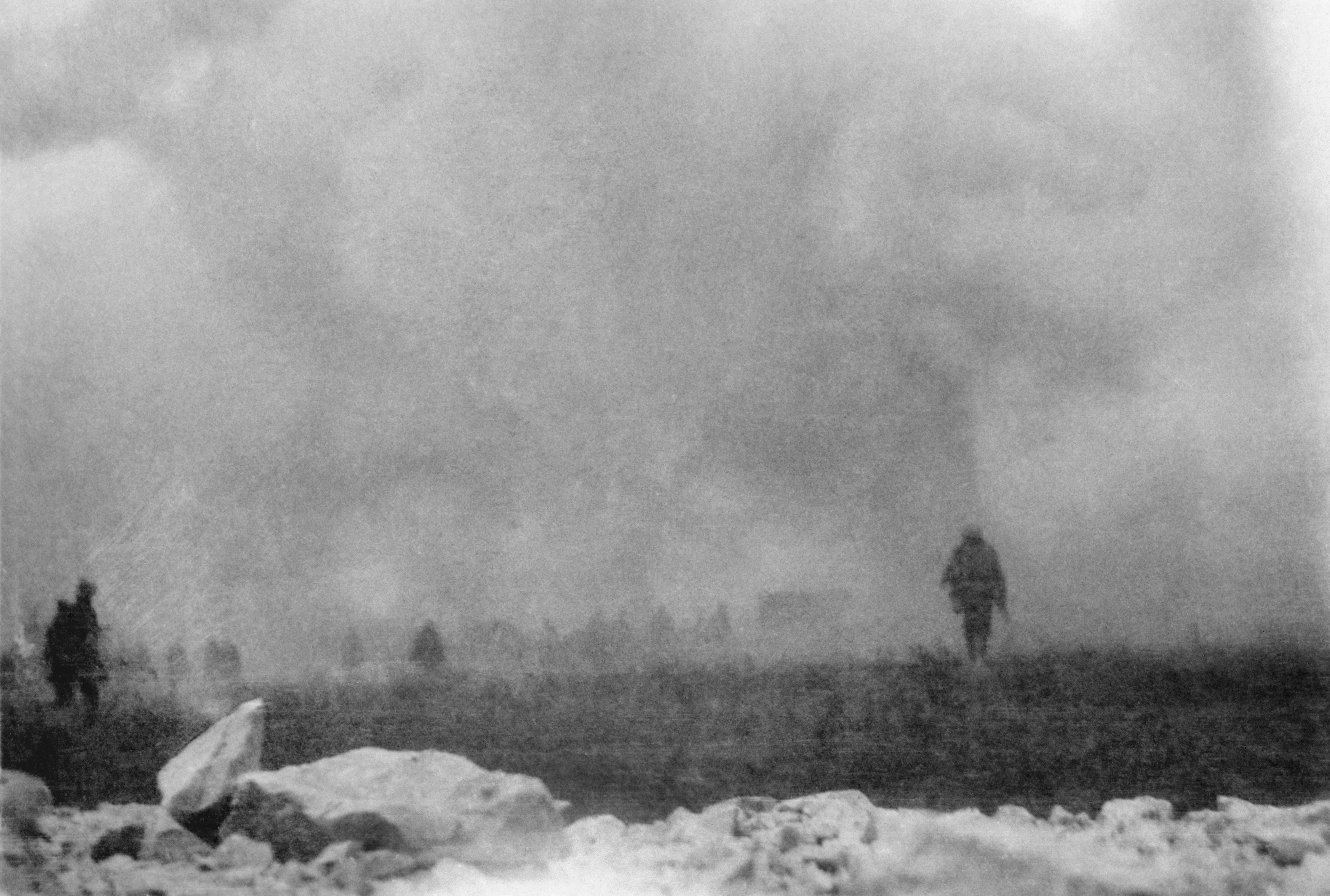
La infanteria britànica avançant a través del gas en la batalla de Loos, el 25 de setembre de 1915

Al final, l'exèrcit britànic va abraçar l'ús del gas amb entusiasme i va organitzar més atacs químics que cap altre contendent. Això es va deure en part al fet que els britànics van passar més temps en l'ofensiva durant els anys finals. A més, els vents predominants en el Front Occidental eren de ponent, el que significava que els britànics comptaven amb més freqüència de condicions favorables per a alliberar gas que els alemanys. El primer ús de gas per part dels britànics va ser en la batalla de Loos, el 25 de setembre de 1915, però l'intent va resultar un desastre. L'agent utilitzat va ser el clor, amb nom en clau "Estrella Roja", (150 tones disposades en 5.500 cilindres), depenent l'atac d'un vent favorable. No obstant això, el vent va resultar inestable i el gas va surar a la terra de ningú, i fins i tot en alguns llocs, es va desplaçar cap a les trinxeres britàniques.

### 1915, gasos més mortífers
Les deficiències del clor van quedar superades amb la introducció del fosgen, utilitzat inicialment pels francesos sota l'adreça del químic francès Victor Grignard en 1915. Poc després, els alemanys, sota l'adreça del químic alemany Fritz Haber, ho van afegir en petites quantitats al clor per a augmentar la toxicitat d'aquest.
El fosgen era un agent letal molt potent, més mortífer que el clor. Tenia un desavantatge potencial: els símptomes derivats de l'exposició al gas trigaven 24 hores o més a manifestar-se, el que feia que les víctimes podien seguir combatent en un principi, però significava que les tropes aparentment sanes, estarien incapacitades pels efectes del gas l'endemà.
De vegades s'utilitzava fosgen solament, per ser difícil de detectar, incolor i amb una olor comparable al "fenc florit". No obstant això, és molt més dens que l'aire, i per això solia barrejar-se amb un volum igual de clor, que amb la seva menor densitat ajudava a disseminar-lo. Els aliats anomenaven a aquesta combinació Estrella Blanca, per les marques pintades en les càpsules que contenien la barreja.
Durant el primer atac de clor/fosgen combinat dels alemanys, llançat contra les tropes britàniques en Nieltje, prop d'Ieper, Bèlgica, el 19 de desembre de 1915, es van alliberar 88 tones de gas envasades en cilindres, causant 1.069 baixes i 120 morts. El gener de 1916, els britànics van afegir hexametilentetramina a la barreja química del filtre de les seves màscares de gas com contra-mesura pel fosgen.

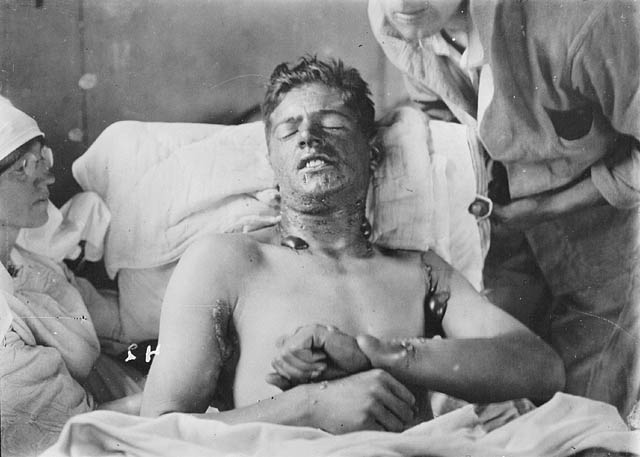
Un soldat amb cremades per gas mostassa, ca. 1914-1918.

| Nació           | Producció (tones mètriques) | Producció (tones mètriques) | Producció (tones mètriques) | Producció (tones mètriques) |
| Nació           | Irritant                    | Lacrimogen                  | Vesicant                    | Total                       |
| --------------- | --------------------------- | --------------------------- | --------------------------- | --------------------------- |
| Alemanya        | 55.880                      | 3.050                       | 10.160                      | 69.090                      |
| Àustria-Hongria | 5.080                       | 255                         | —                           | 5.335                       |
| EUA             | 5.590                       | 5                           | 175                         | 5.770                       |
| França          | 34.540                      | 810                         | 2.040                       | 37.390                      |
| Itàlia          | 4.070                       | 205                         | —                           | 4.275                       |
| Regne Unit      | 23.870                      | 1.010                       | 520                         | 25.400                      |
| Rússia          | 3.550                       | 155                         | —                           | 3.705                       |
| Total           | 132.580                     | 5.490                       | 12.895                      | 150.965                     |

### 1917, gas mostassa
El gas efectiu de la Primera Guerra Mundial va ser introduït pels alemanys al juliol de 1917 abans de la Tercera Batalla d'Ypres. El gas mostassa no pretenia ser un agent letal, sinó que estava dissenyat per a acorralar i incapacitar a l'enemic i contaminar el camp de batalla. Es disparava dintre de projectils d'artilleria. Va rebre també el nom d'iperita en relació al seu ús a Ypres (Ieper en flamenc).
La naturalesa contaminant del gas mostassa implicava que no sempre era adequat per a donar suport a un atac, ja que la infanteria d'assalt quedaria exposada al gas durant el seu avanç. Quan Alemanya va llançar l'Operació Michael el 21 de març de 1918, van saturar el sortint de Flesquières amb gas mostassa en lloc d'atacar-ho directament, en la creença que l'efecte acusador del gas unit a les amenaces als flancs del sortint, provocarien que la posició britànica fos insostenible.
El gas mai va tornar a tenir un èxit tan dramàtic com el que va tenir el 22 d'abril de 1915; no obstant això, va esdevenir una arma estàndard que, combinada amb l'artilleria convencional, s'utilitzava per a donar suport a la majoria dels atacs en les fases finals de la guerra. El Front Occidental va ser l'escenari principal en el qual es va emprar el gas — el sistema de trinxeres, estàtic i confinat, era ideal per a assolir una concentració efectiva. No obstant això, Alemanya va utilitzar gas contra Rússia en el Front Oriental, on la falta de contramesures efectives donaria com a resultat la mort de milers de soldats russos; pel seu costat, els britànics van experimentar amb gas a Palestina durant la Segona Batalla de Gaza.

### Postguerra
Al final de la guerra, les armes químiques havien perdut gran part de la seva efectivitat contra les tropes ben entrenades i equipades. En aquell moment, una quarta part dels projectils d'artilleria que es disparaven contenien armes químiques, però solament causaven un 3% de les baixes.
No obstant això, durant els següents anys diversos països van utilitzar armes químiques en distintes guerres, principalment colonials, on comptaven amb avantatges en equipament sobre l'altre. Els britànics van usar adamsita contra les tropes revolucionàries russes en 1919 i gas mostassa contra els insurgents de l'Iraq en els anys 20; Espanya va utilitzar armes químiques a El Marroc contra els rifenys al llarg dels anys 20«Blister Agent: HD». Arxivat de l'original el 2007-07-24. [Consulta: 21 novembre 2008]. i Itàlia va utilitzar gas mostassa a Líbia el 1930 i també durant la seva invasió d'Etiòpia el 1935 i 1936. Japó va usar gas contra Xina el 1941.
En 1925, un senyor de la guerra xinès, Zhang Zuolin, va contractar a una empresa alemanya perquè li construís una fàbrica de gas mostassa a Shengyang, que va ser acabada en 1927.
L'opinió pública es va oposar llavors a l'ús de tals armes, el que va conduir a Protocol de Ginebra, un tractat que prohibia l'ús (però no l'acumulació) d'armes bacteriològiques o de gas letal, que va ser signat en 1925 per la majoria dels contendents de la Primera Guerra Mundial. La majoria dels països que van signar ho van ratificar uns cinc anys després, encara que alguns van trigar molt més. Brasil, Japó, Uruguai i Estats Units no ho van fer fins als anys 70, i Nicaragua no ho va ratificar fins a 1990.
No obstant això, l'ús de gas mostassa i gas nerviós per part de Iraq durant la guerra Iran-Iraq va matar a uns 20.000 soldats iranians (i va lesionar a altres 80.000), aproximadament una quarta part del nombre de morts causades per armes químiques durant la Primera Guerra Mundial.
El gas mostassa va ser l'agent favorit de diverses nacions: el Regne Unit va acumular 40.719 tones, Rússia 77.400 tones, Estats Units més de 87.000 tones i Alemanya 27.597 tones.
El gas mostassa amb el qual els britànics esperaven repel·lir una invasió del Regne Unit en 1940 mai va arribar a ser necessari, i la por que els aliats també tinguessin agents nerviosos va evitar que Alemanya els utilitzés. No obstant això, la tecnologia del gas verinós va tenir un paper important en l'Holocaust.

## Baixes

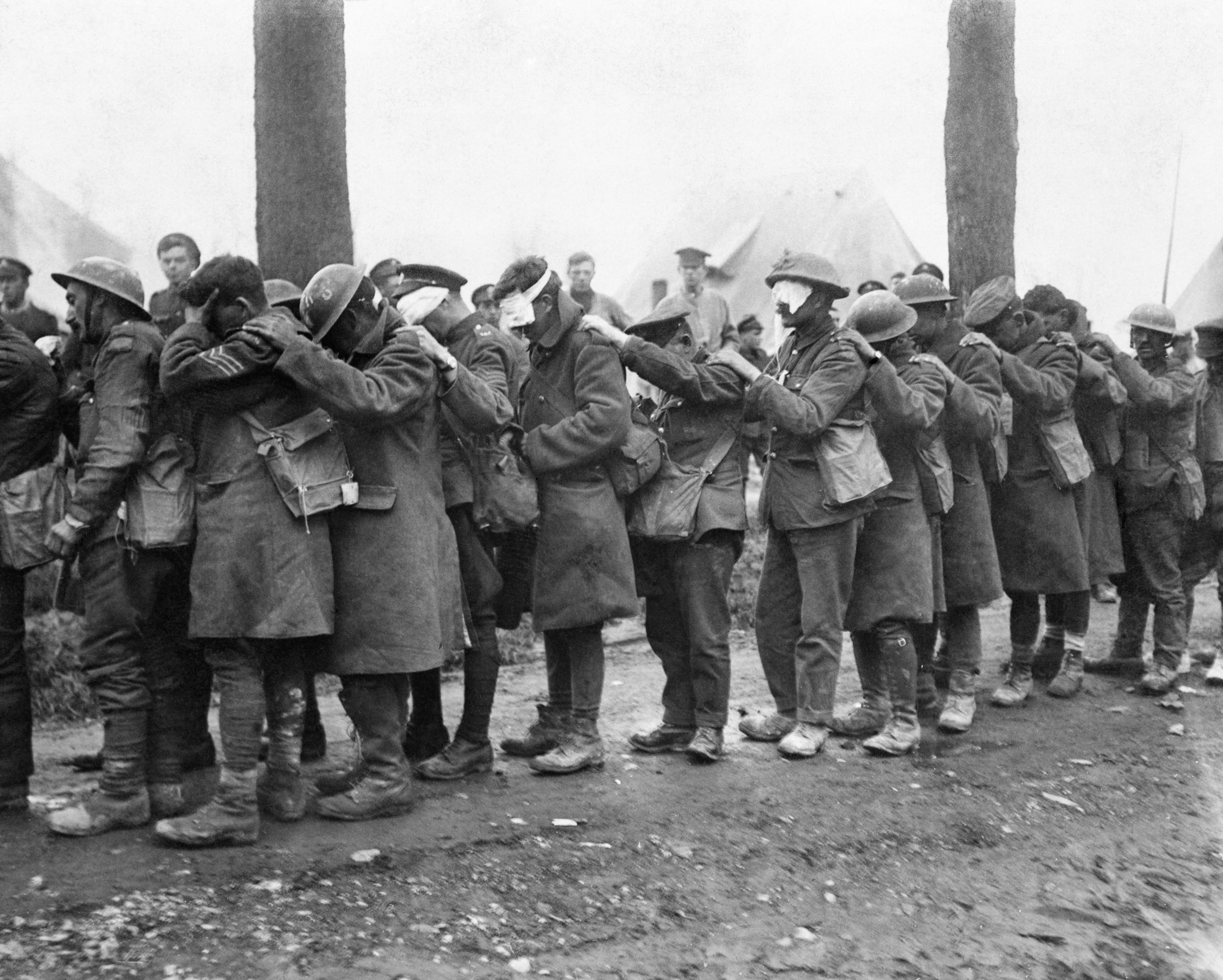
Tropes de la 55 Divisió Britànica (West Lancashire) cegades per gas lacrimogen durant la batalla de Lys, el 10 d'abril de 1918

La contribució de les armes de gas al nombre total de baixes va ser relativament minoritària. Les estadístiques britàniques, mantingudes amb precisió des de 1916, registren que solament el 3% de les baixes per gas van ser letals, el 2% van suposar una invalidesa permanent i el 70% es van recuperar completament per al servei en menys de sis setmanes. Totes les baixes per gas quedaven mentalment afectades després de l'exposició, i el gas va continuar sent una de les majors pors del soldat de primera línia.
| «                                   | Es comentava com acudit que si algú cridava 'Gas', tots a França es posaven una màscara. ... El shock del gas era tan freqüent com el shock de l'obús. | » |
| — H. Allen, Towards the Flame, 1934 | |   |

Gas! GAS! Ràpid, nois! - Un èxtasi de gent tantejant,
Posant-se els toscos cascos just a temps;
Però encara hi ha algú cridant i ensopegant,
I regirant-se com un home en flames o en cen...
Turbulentament, a través dels cristalls entelats i la llum verda espesada,
Com en un mar verd, li vaig veure ofegant-se.
En tots els meus somnis, davant la meva impotent mirada,
S'enfonsa davant mi, sotragant-se, asfixiant-se, ofegant-se.
(Wilfred Owen, "Dulce Et Decorum Est", 1917)
Original:
Gas! GAS! Quick, boys! - An ecstasy of fumbling,
Fitting the clumsy helmets just in Time;
But someone still was yelling out and stumbling,
And flound'ring like a man in fire or llimi...
Dim, through the misty pans and thick green light,
As under a green sigui, I saw him drowning.
In all my dreams, before my helpless sight,
He plunges at em, guttering, choking, drowning.
(Wilfred Owen, "Dulce Et Decorum Est", 1917)
La mort per gas era especialment terrible. D'acord amb Denis Winter (Death's Men, 1978), una dosi letal de fosgen produïa al final una "respiració entrecreuada i nàusees, el pols fins a 120, una ventafocs i la secreció de quatre pintes (2 litres) de líquid groc dels pulmons cada hora, de les 48 que duren els espasmes d'afogament".
Una destinació típica dels exposats al gas era la ceguesa, dels quals eren principal causa el gas lacrimogen i el gas mostassa. Era un espectacle freqüent veure línies de soldats cegats, amb la mà sobre el muscle de l'home que ho precedia, guiats per un vident fins a la infermeria. Un dels quadres més famosos sobre la Primera Guerra Mundial, Gassed de John Singer Sargent, captura una de les escenes de baixes per gas mostassa que va presenciar en una infermeria de Le Bac-du-Sud, prop d'Arràs, al juliol de 1918.
| Nació                 | Baixes per gas (estimades) | Baixes per gas (estimades) |
| Nació                 | Letals                     | No letals                  |
| --------------------- | -------------------------- | -------------------------- |
| Rússia                | 50.000                     | 400.000                    |
| Alemanya              | 10.000                     | 190.000                    |
| França                | 8.000                      | 182.000                    |
| Regne Unit            | 8.000                      | 181.000                    |
| Imperi Austrohongarès | 3.000                      | 97.000                     |
| EUA                   | 1.500                      | 71.500                     |
| Itàlia                | 4.500                      | 55.000                     |
| Total                 | 85.000                     | 1.176.500                  |

El gas mostassa va causar la major part de les baixes en el Front Occidental, malgrat que va produir menys quantitat que altres gasos irritants com el clor i el fosgen. La proporció de morts per gas mostassa sobre el total de baixes va ser baixa; solament van morir el 2% de les baixes, i moltes d'elles van sucumbir per infeccions secundàries més que pel mateix gas. Una vegada introduït en Ypres, el gas mostassa va produir el 90% de les baixes per gas britàniques, i el 14% del total de baixes.
El gas mostassa era una font d'extrem terror. En The Anatomy of Courage (1945), Lord Habiten, que havia estat un oficial mèdic durant la guerra, escrivia: "Després de juliol de 1917, el gas va usurpar en part el rol dels explosius a donar-li a la ment una incapacitat natural per a la guerra. Els homes gasejats eren una expressió de la fatiga de trinxera, una amenaça quan la humanitat de la nació ja havia estat purgada".
No feia falta inhalar gas mostassa perquè aquest fos efectiu — qualsevol contacte amb la pell era suficient. L'exposició a una concentració de 0,1 ppm era suficient per a causar grans butllofes. Concentracions superiors podien cremar la pell fins a l'os. Era particularment efectiu amb els teixits tous de la cara i els genitals. Una exposició típica produïa inflamació de la conjuntiva i les parpelles de la víctima, forçant-la a tancar-los i deixant-la temporalment cega. Quan contactava amb la pell, apareixien immediatament taques vermelles i humides, que després de 24 hores es convertien en butllofes. Altres símptomes incloïen un mal de cap intens, temperatura i pols elevats i pneumònia.
La mort per gas mostassa, quan es donava, era terrible. Un informe post-mortem dels historials mèdics oficials britànics registra una de les primeres baixes britàniques:
Cas quatre. 39 anys. Gasejat el 29 de juliol de 1917. Admès en l'hospital de campanya el mateix dia. Mort uns deu dies després. Pigmentació marronosa present en grans àrees del cos. Un anell blanc de pell en el lloc on estava el rellotge de polsera. Marcades cremades superficials en cara i escrot. Laringe molt congestionada. Tota la tràquea coberta d'una membrana groga. Bronquis contenen abundant gas. Pulmons molt voluminosos. Pulmó dret mostra gran col·lapse en la base. Fetge congestionat i gras. Estómac mostra nombroses hemorràgies submucoses. Substància cerebral excessivament humida i molt congestionada.
Una infermera britànica que tractava casos de gas mostassa va registrar:
"No se'ls pot embenar ni tocar. Els cobrim amb una botiga recolzant fulles. Les cremades per gas deuen ser atroces, perquè els altres casos no solen queixar-se, fins i tot amb les pitjors ferides, però els casos de gas superen invariablement la seva capacitat de resistència i no poden evitar cridar."
| Data                              | Agent        | Baixes (oficialment) | Baixes (oficialment) |
| Data                              | Agent        | Letals               | No letals            |
| --------------------------------- | ------------ | -------------------- | -------------------- |
| Abril – Maig de 1915              | Clor         | 350                  | 7.000                |
| Maig de 1915 – Juny de 1916       | Lacrimògens  | 0                    | 0                    |
| Desembre de 1915 – Agost de 1916  | Clor         | 1.013                | 4.207                |
| Juliol de 1916 – Juliol de 1917   | Varis        | 532                  | 8.806                |
| Juliol de 1917 – Novembre de 1918 | Gas mostassa | 4.086                | 160.526              |
| Abril de 1915 – Novembre de 1918  | Total        | 5.981                | 180.539              |

Molts dels quals van sobreviure a un atac de gas van quedar marcats de per vida. Les malalties respiratòries i els problemes de vista eren afeccions típiques de la postguerra. De les baixes canadenques que, sense cap protecció efectiva, van resistir als primers atacs amb clor durant la Segona Batalla d'Ypres, el 60% va haver de ser repatriada i la meitat d'elles seguien incapacitades al final de la guerra, uns tres anys després. Al llegir les estadístiques de l'època, cal pensar a llarg termini. Molts dels quals poc després van constar com aptes per al servei tenien teixit cicatritzat en els seus pulmons. Aquest teixit era susceptible a una infecció de tuberculosi. Va ser per això que moltes de les baixes de 1918 van morir durant l'època de la Segona Guerra Mundial, poc abans que es generalitzessin els tractaments amb sulfamida.

## Contramesures
Cap dels contendents de la Primera Guerra Mundial estava preparat per a la introducció de gas verinós com arma. Una vegada que va aparèixer el gas, va començar el desenvolupament de proteccions contra ell, i el procés va continuar durant bona part de la guerra, produint una sèrie de màscares de gas cada vegada més efectives.
Fins i tot en la Segona Batalla de Ypres, l'exèrcit alemany, que encara no estava segur de l'efectivitat de l'arma, solament va distribuir màscares de respiració als enginyers que tractaven amb el gas. En Ypres, un oficial mèdic canadenc, que també era químic, va identificar ràpidament el gas com clor i va recomanar que les tropes orinessin sobre un tros de tela i es tapessin la boca i nas amb ell. La teoria era que l'àcid úric cristal·litzaria al clor. El primer equip oficial que es va distribuir era igualment primitiu; un coixí, normalment impregnada amb un producte químic, lligada sobre la part inferior de la cara. Per a protegir els ulls del gas lacrimogen, els soldats van ser equipats amb ulleres protectores.

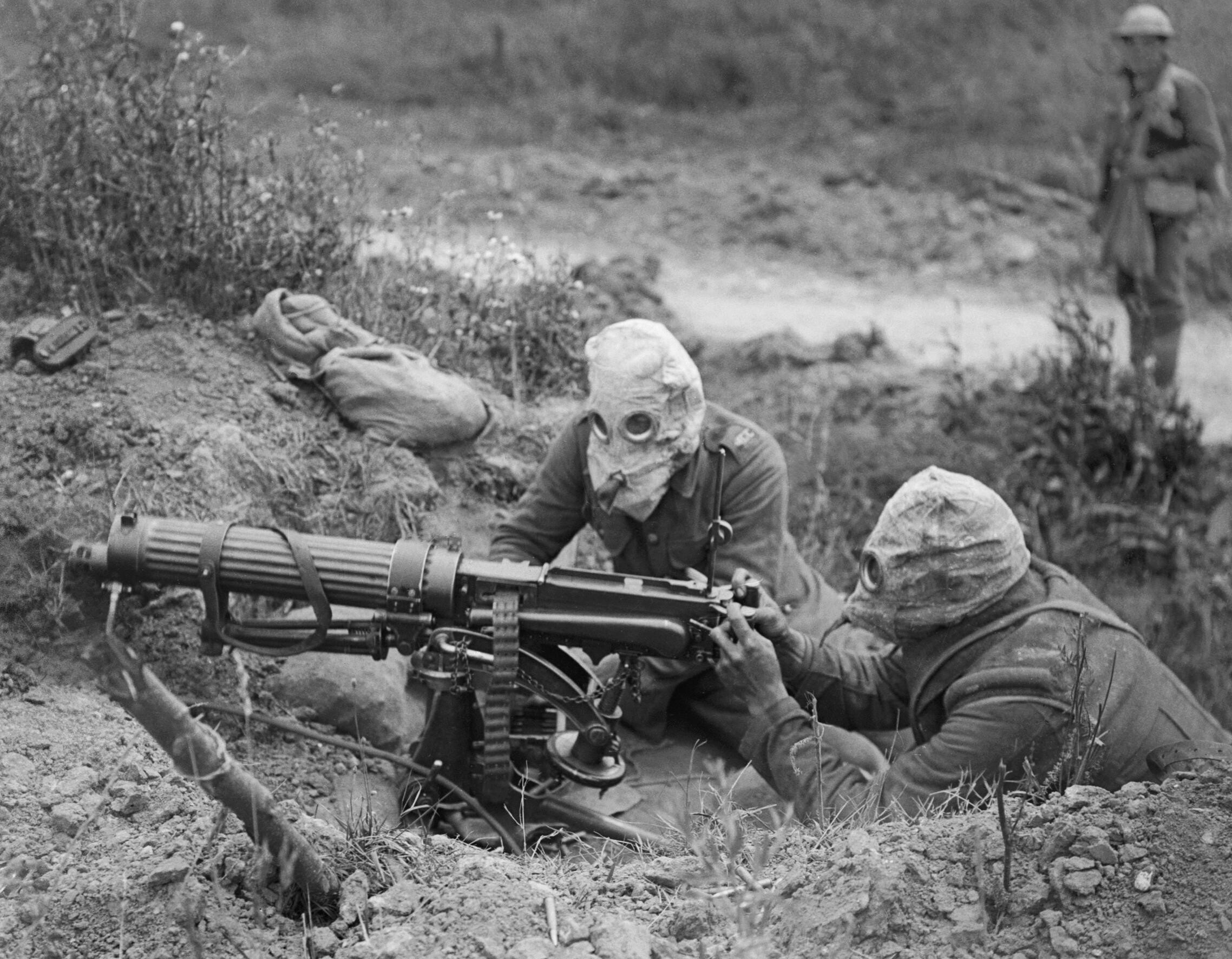
Soldats britànics servint una metralladora Vickers proveïts de cascos antigàs PH amb tubs de respiració.

El següent avanç va ser la introducció del casc antigàs — bàsicament una borsa sobre el cap. El teixit de la borsa s'impregnava amb un producte químic per a neutralitzar el gas — però quan plovia, el producte químic es mullava i queia en els ulls del soldat. Les peces oculars, propenses a entelar-se, estaven fetes inicialment de talc. En entrar en combat, normalment els cascos antigàs solien dur-se enrotllats sobre el cap, i es desenrotllaven i estrenyien en el coll quan es donava alarma de gas. La primera versió britànica va ser el casc Hypo, el teixit del qual es xopava amb hiposulfit de sodi (conegut popularment com a "hipo"). El casc antigàs P britànic, parcialment efectiu contra el fosgen que portava tota la infanteria en la batalla de Loos, estava impregnat amb fenat hexamina. Se li va afegir un filtre de respiració per a evitar l'acumulació de diòxid de carboni. L'ajudant del Batalló 1/23, el Regiment de Londres, recordava així la seva experiència amb el casc P en Loos:
"Les ulleres protectores s'entelaven ràpidament, i l'aire entrava en quantitats tan sufocantment petites que demandava un continu exercici de força de voluntat per part dels portadors."
El gener de 1916 es va distribuir una versió modificada de l'esquerda P, el casc PH, impregnat addicionalment amb hexametilentetramina per a millorar la protecció contra el fosgen.

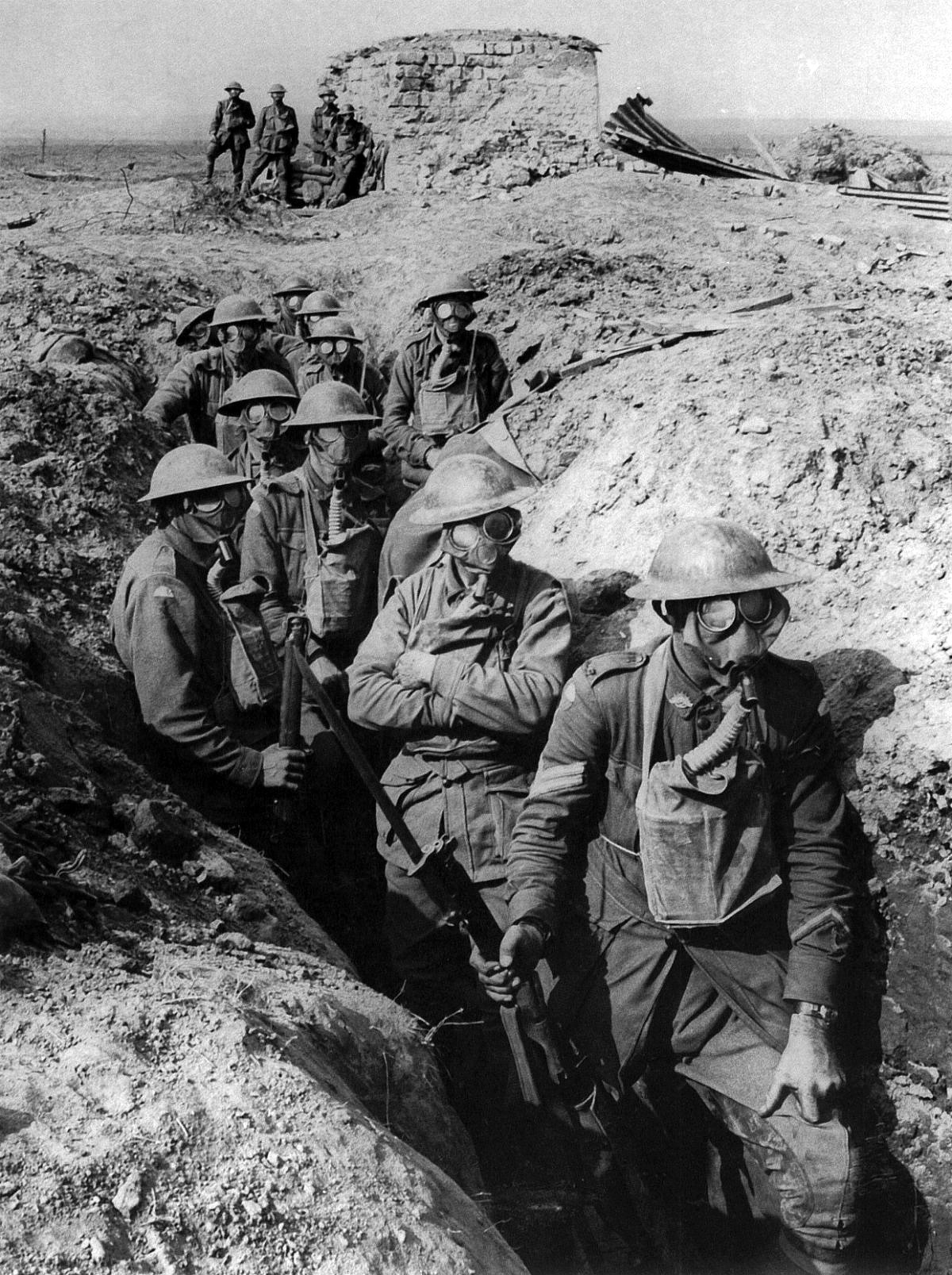
Infanteria australiana amb Small Box Respirators en Ypres, setembre de 1917.

Els respiradores amb caixa autocontinguts van representar la culminació en el desenvolupament de màscares antigàs durant la Primera Guerra Mundial. Els respiradores amb caixa utilitzaven un disseny de dues peces; un filtre connectat mitjançant un tub a una caixa que feia de filtre. La caixa contenia grànuls de productes químics que neutralitzaven el gas, retornant aire net al portador. Al separar el filtre de la màscara es va aconseguir proporcionar un filtratge aparatós però efectiu. No obstant això, la primera versió, coneguda com a "Large Box Respirator" (LBR, respirador de caixa gran) o "Harrison's Tower", va ser considerada com massa voluminosa — ja que era necessari carregar amb la caixa en l'esquena. El LBR no tenia màscara, solament un filtre i una pinça per al nas; era necessari dur unes ulleres per separat. Va seguir distribuint-se entre els servidors d'artilleria, però la infanteria va rebre el "Small Box Respirator" (SBR, respirador de caixa petita).
El SBR proporcionava una màscara d'una sola peça, bé ajustada i de goma que portava peces oculars. La caixa de filtratge era compacta i es podia dur penjada del coll. El SBR es podia actualitzar fàcilment en anar desenvolupant-se tecnologies de filtratge més efectives. El SBR dissenyat pels britànics també va ser adoptat per la Força Expedicionària Nord-americana. El SBR era la possessió més preuada del soldat ordinari; quan els britànics es van veure forçats a retirar-se durant l'Ofensiva de Primavera alemanya de 1918, es va veure que encara que alguns soldats havien abandonat els seus rifles, gairebé cap havia deixat endarrere la seva respirador.
No solament els humans necessitaven protecció contra el gas; els cavalls i les mules, que eren els mitjans de transport principals, també eren vulnerables al gas i necessitaven protecció. Com mai s'utilitzaven animals prop del front, la protecció contra el gas solament es va fer necessària quan es va adoptar la pràctica de disparar projectils amb gas a les zones de rereguarda.
Els següents exemples mostren màscares improvisades en animals:
- Un gos amb màscara de gas en la Primera Guerra Mundial.
- Un colom de la 1a GM equipat amb protecció contra el gas.

Per al gas mostassa, que no havia de ser inhalat per a provocar baixes, no es va trobar cap contra-mesura efectiva durant la guerra. Els regiments escocesos de les Terres Altes, vestits amb kilts, eren especialment vulnerables a les lesions per gas mostassa a causa que duien les cames a l'aire. En Nieuwpoort, alguns batallons escocesos van decidir dur malles de dona sota el kilt com a protecció.
Es diu que els soldats canadencs havien trobat una forma de minimitzar els efectes del gas mostassa. Com el gas arribava als soldats amb el vent que bufava cap a ells, van comprendre que minimitzarien l'exposició al gas si, en comptes de fugir-ne, hi corrien a través. Els francesos, en canvi, quan rebien un atac de gas, fugien i, per tant, estaven més temps envoltats de gas i sofrien major nombre de baixes.

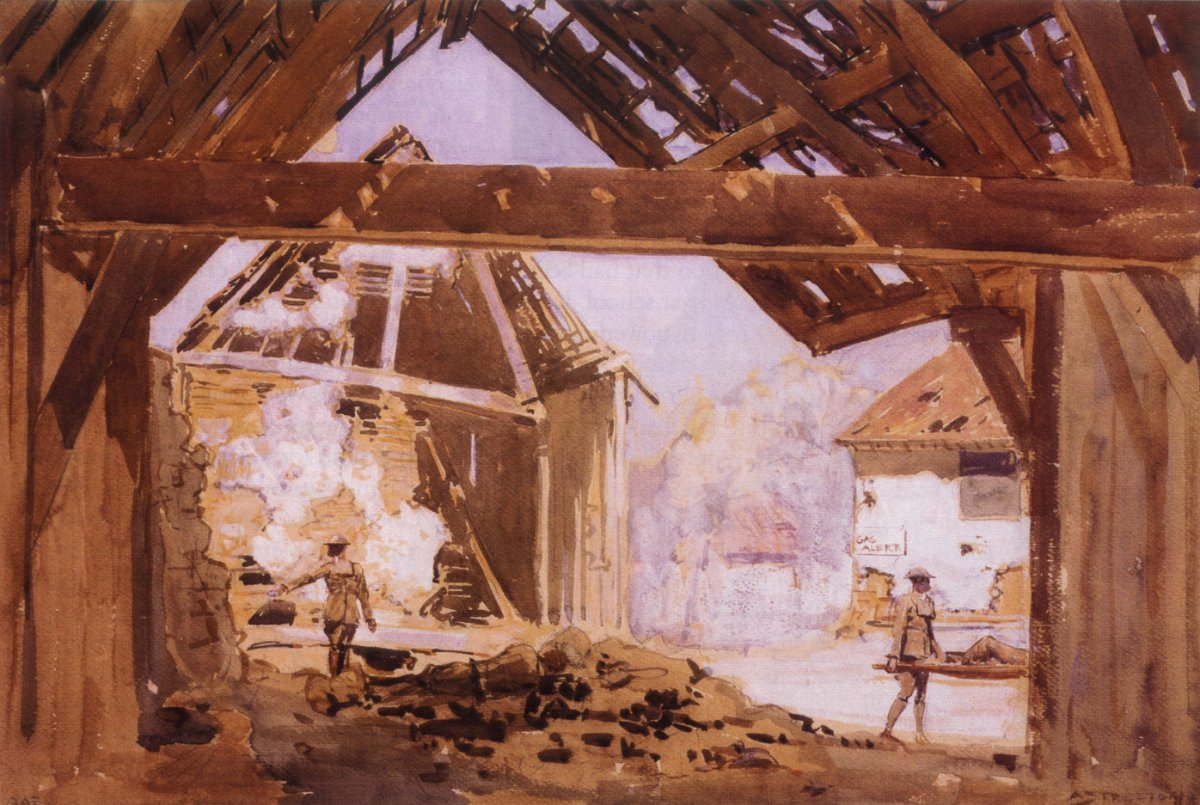
Alerta de gas, per Arthur Streeton, 1918.

El procediment d'alerta de gas va esdevenir una rutina per al soldat del front. Per a alertar d'un atac de gas, es feia sonar una campana, sovint feta amb projectils d'artilleria usats. En les sorolloses bateries de canons d'assalt s'utilitzaven botzines d'aire comprimit, que es podien escoltar a 15 quilòmetres de distància. Es pegaven cartells en tots els accessos a una zona afectada, avisant a la gent perquè prengués precaucions.
Altres intents britànics de contra-mesura no van ser tan efectius. Un pla inicial consistia a utilitzar 100.000 ventiladors per a dispersar el gas. Es va intentar cremar carbó o moissanita. Es va proposar equipar als sentinelles del front amb cascs d'escafandre per a bombar-los aire per un tub des d'una distància de 30 metres.
No obstant això, l'efectivitat de totes les contramesures és aparent. En 1915, quan el gas venenós era relativament nou, menys d'un 3% de les baixes per gas britàniques van morir. En 1916, la proporció de morts va pujar fins al 17%. En 1918, el nombre va tornar al 3%, encara que el nombre total de baixes per gas britàniques era llavors nou vegades superior als nivells de 1915.

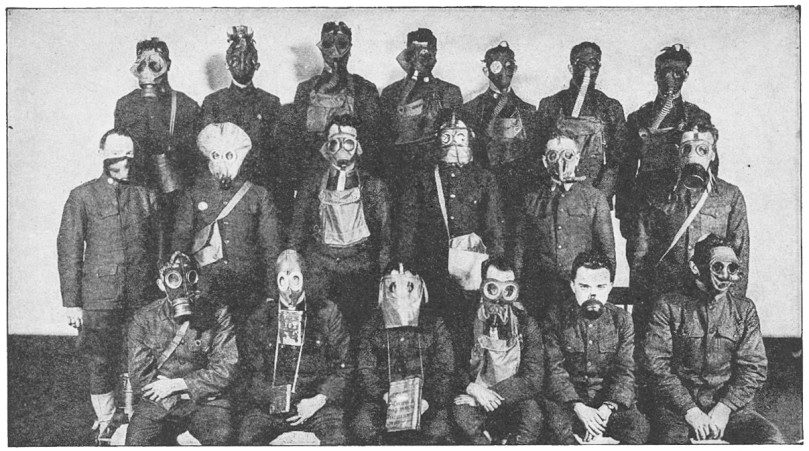
Diverses màscares de gas emprades en el Front Occidental durant la guerra.

## Sistemes d'alliberament

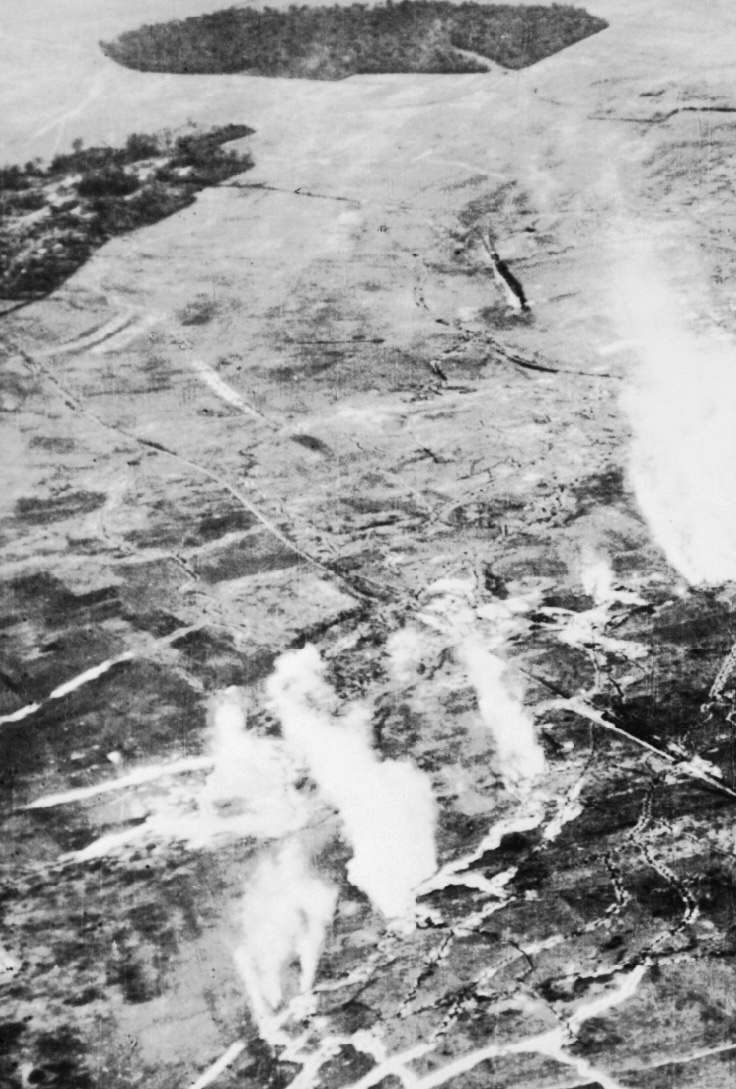
Llançament d'un cilindre britànic en Montauban, en la batalla del Somme, al juny de 1916, com part de la preparació de la batalla del Somme.

El primer sistema utilitzat per a alliberar gas massivament va consistir a fer-ho des de cilindres aprofitant els vents favorables perquè el gas es desplacés fins a les trinxeres enemigues. L'avantatge principal d'aquest mètode era la seva relativa senzillesa i que, sota les condicions atmosfèriques adequades, produïa un núvol concentrat capaç de vèncer les defenses basades en màscares de gas. Els desavantatges del llançament de cilindres eren nombroses. En primer lloc, l'alliberament estava a la mercè del vent. Si el vent era inestable, com en el cas de Loos, el gas podia desplaçar-se cap a les trinxeres pròpies, causant baixes entre els seus. Els núvols de gas servien bé d'avís, donant temps a l'enemic per a protegir-se, encara que molts soldats s'aterroritzaven davant la visió d'un núvol de gas arrossegant-se. Per la resta, els núvols de gas tenien poca penetració i solament eren capaces d'afectar les trinxeres del front abans de dissipar-se.
Finalment, era necessari dipositar els cilindres just enfront del sistema de trinxeres, perquè el gas s'alliberés directament sobre terra de ningú. Això suposava que els cilindres s'havien de traslladar a mà a través de les trinxeres de comunicació, sovint obstruïdes i plenes, i emmagatzemar-los en el front, on sempre existia el risc que els cilindres s'obrissin prematurament durant un bombardeig. Un cilindre danyat que perdia gas podia produir una espiral de fum reveladora que, en cas de ser reconeguda, atreia amb seguretat el foc de l'artilleria.

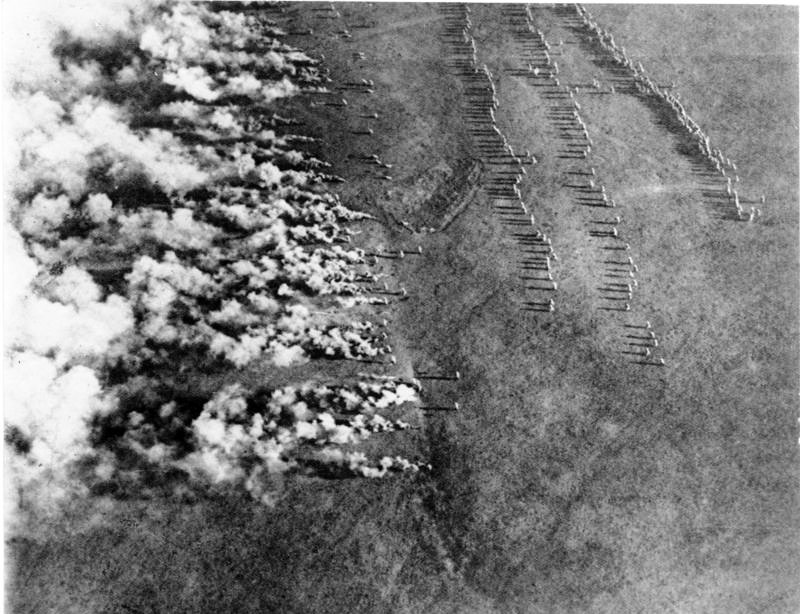
Atac de gas alemany en el front oriental.

Un cilindre de clor britànic, conegut com a "oojah", pesava 86 kg, dels quals solament 27 kg eren gas clor, i feien falta dos homes per a transportar-ho. El gas fosgen va ser introduït posteriorment en un cilindre conegut com a "mouse", que solament pesava 23 kg.
El llançament de gas amb projectils d'artilleria va superar molts dels riscos de manejar cilindres de gas. Per exemple, els alemanys van utilitzar projectils de 5,9 polzades. Els projectils de gas eren independents del vent i van augmentar l'àrea d'efectivitat del gas, fent vulnerable a qualsevol zona a l'abast dels canons. Els projectils de gas es podien llançar sense avís, especialment en el cas del fosgen, transparent i gairebé inodor — hi ha nombrosos relats sobre els projectils de gas, que queien amb un soroll sord en lloc d'explotar, que inicialment s'ignoraven pensant que eren projectils explosius o de fragmentació espatllats, donant així temps al gas per a fer el seu treball abans que els soldats prenguessin precaucions.

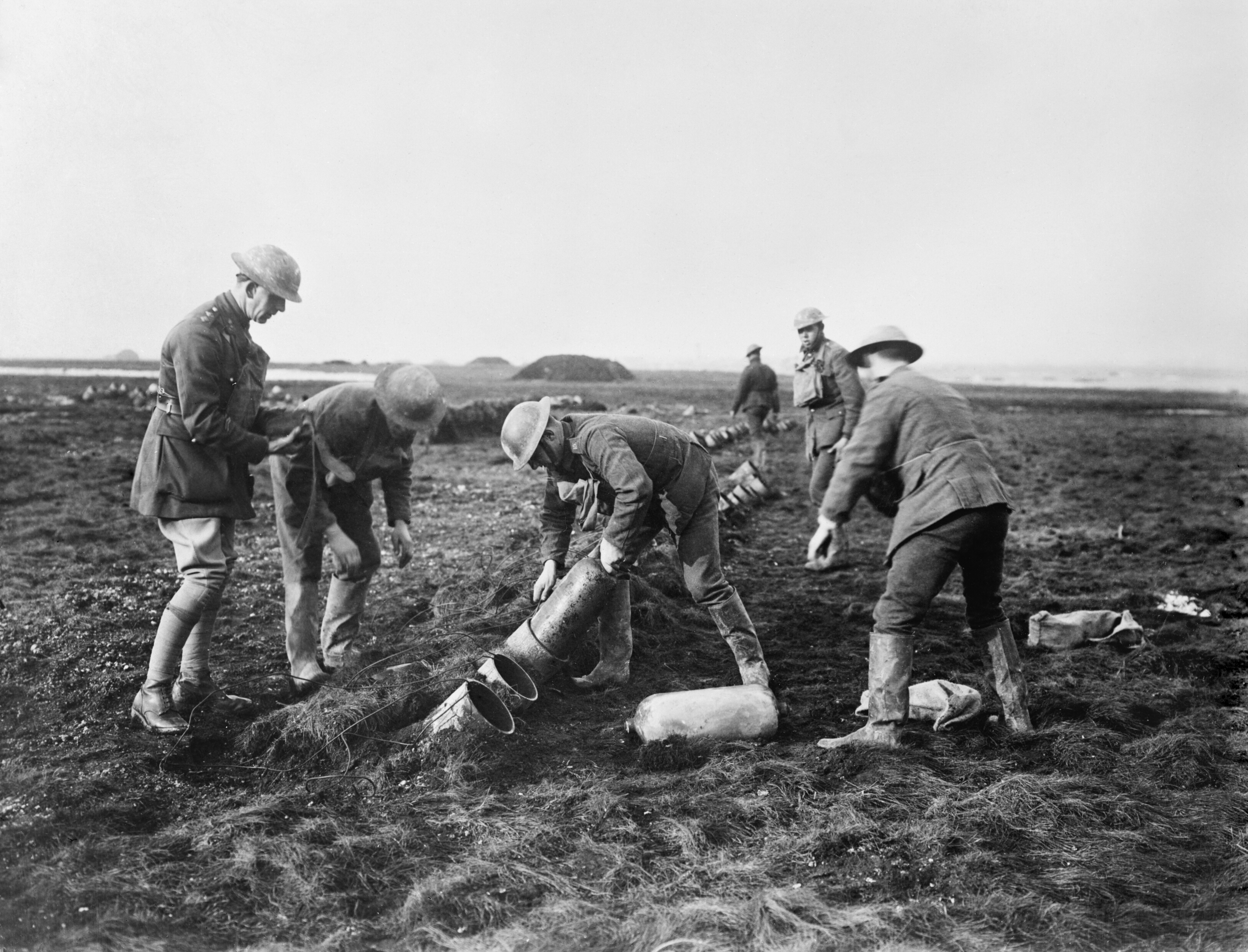
Carregant una bateria de projectors de gas Livens

El principal defecte associat al llançament de gas amb artillería era la dificultat d'assolir una concentració letal. Els projectils tenien una càrrega de gas petita, i era necessari saturar amb bombardejos una zona donada per a produir un núvol de gas similar a la produïda amb alliberament de cilindres. No obstant això, el gas mostassa no necessitava formar un núvol concentrat i, per tant, el vehicle ideal per a aquest verí era l'artilleria.
La solució per a aconseguir una concentració mortal sense necessitat de cilindres va ser el "proyector de gas", essencialment un morter de gran calibri que disparava cilindres sencers. El projector Livens britànic (inventat pel Capità W.H. Livens en 1917) era un dispositiu senzill; un tub de 8 polzades de diàmetre clavat en el sòl amb un cert angle i un explosiu que s'encenia amb una descàrrega elèctrica, disparant el cilindre amb 14 o 18 kg de gas fins a una distància de 1900 metres. Col·locant una bateria de projectors i disparant-los simultàniament es podia aconseguir una densa concentració de gas. El Livens es va utilitzar per primera vegada en Arràs el 4 d'abril de 1917. El 31 de març de 1918, els britànics van fer el seu major "tret de gas", llançant 3.728 cilindres a Lens.

## Armes sense explotar
La munició de la Primera Guerra Mundial que va quedar sense detonar —incloent la munició química— va ser un gran problema després de la guerra (i ho segueix sent) en les zones que van anar camps de batalla. Per exemple, els agricultors poden desenterrar projectils al llaurar els seus camps. És també important el continu descobriment de projectils durant treballs de construcció o d'obres públiques. Encara que els projectils clàssics comporten un risc d'explosió, la seva desactivació és relativament senzilla. No és el cas dels projectils químics.
Una dificultat afegida és l'estricta legislació mediambiental. Anteriorment, un mètode comú de desfer-se de la munició química sense explotar era detonar-la o enfonsar-la en el mar; avui dia això està prohibit en la majoria dels països.
Els problemes són especialment greus en algunes regions del nord de França. El govern francès ja no llança armes químiques al mar. Per aquesta raó, s'han acumulat moltíssimes armes químiques sense tractar. El 2001 es va fer evident que el dipòsit emmagatzemat en Vimy no era segur; els habitants del poble veí van ser evacuats, i el dipòsit traslladat, utilitzant camions refrigerats, sota estricta vigilància, a un campament militar a Suippes. El govern francès va anunciar la construcció d'una planta automàtica per al desmantellament de la munició química heretada de guerres passades amb capacitat de 25 tones per any (extensibles a 80 tones per any inicialment) i un temps de vida de 30 anys.
A Bèlgica es va projectar una planta similar en 1993 que va entrar en servei el 1999, dos anys més tard del previst, el que indica les dificultats que hi ha per a eliminar aquests residus. Alemanya també ha de tractar la munició sense explotar i les terres contaminades per l'explosió d'un tren de municions en 1919.

## Gasos utilitzats
| Nom                                         | Primer ús | Tipus                                              | Usat per |
| ------------------------------------------- | --------- | -------------------------------------------------- | -------- |
| Clor                                        | 1915      | Irritant/Pulmons                                   | Ambdós   |
| Fosgen                                      | 1915      | Irritant/membranes mucoses i pell, corrosiu, tòxic | Ambdós   |
| Cloroformiat de clorometil                  | 1915      | Irritant/ulls, pell, pulmons                       | Ambdós   |
| Difosgen (cloroformiat de triclorometil)    | 1916      | Irritant sever, causa cremades                     | Ambdós   |
| Cloropicrina                                | 1916      | Irritant, lacrimogen, tòxic                        | Ambdós   |
| Clorur estànnic (tetraclorur d'estany)      | 1916      | Irritant sever, causa cremades                     | A        |
| a-clorotoluè (clorur de benzil)             | 1917      | Irritant, lacrimogen                               | C        |
| Éter bis clorometílic (éter diclorometílic) | 1918      | Irritant, pot ennuvolar la visió                   | C        |
| Difenilcloroarsina                          | 1917      | Irritant/esternutatori                             | C        |
| Etildicloroarsina                           | 1918      | Vesicant                                           | C        |
| N-etilcarbazol                              | 1918      | Irritant                                           | C        |
| Bromur de bencil                            | 1915      | Lacrimogen                                         | C        |
| Bromur de xilil                             | 1914      | Lacrimogen, tòxic                                  | Ambdós   |
| Clorosulfonat de metil                      | 1915      |                                                    | C        |
| Iodoacetat d'etil                           | 1916      | Lacrimogen                                         | A        |
| Bromoacetona                                | 1916      | Lacrimogen, irritant                               | Ambdós   |
| Bromometil etil cetona                      | 1916      | Irritant/Pell, ulls                                | C        |
| Acroleïna                                   | 1916      | Lacrimogen, tòxic                                  | A        |
| Àcid hidrociànic (àcid prúsic)              | 1916      | Paralitzant                                        | A        |
| Sulfur d'hidrogen (hidrogen sulfurat)       | 1916      | Irritant, tòxic                                    | A        |
| Gas mostassa (sulfur de bis(2-cloroetil))   | 1917      | Vesicant                                           | Ambdós   |

## Efecte en la Segona Guerra Mundial
Amb el Protocol sobre el Gas de la Tercera Convenció de Ginebra, signat en 1925, les nacions signants van acordar no utilitzar gas verinós en el futur, declarant que "l'ús en guerra de gasos asfixiants, verinosos o de qualsevol tipus, i de tots els líquids, materials o dispositius químics, han estat justament condemnats per l'opinió pública del món civilitzat".
Encara que tots els contendents principals van acumular armes químiques durant la Segona Guerra Mundial, les úniques notícies del seu ús en aquest conflicte són l'ús per part del Japó a la Xina, i casos molt rars a Europa (per exemple, es van llançar algunes bombes de sulfur de mostassa sobre Varsòvia el 3 de setembre de 1939, reconegut Alemanya el 1942, encara que va afirmar que va ser per error).
No obstant això, es van prendre precaucions durant la Segona Guerra Mundial. En els països de l'Eix i dels Aliats se'ls va ensenyar als escolars a dur màscares de gas en cas d'un atac de gas. El Tercer Reich va desenvolupar els gasos verinosos tabun, sarín i soman durant la guerra, i va utilitzar Zyklon B en els tristament cèlebres camps d'extermini nazis. Ni Alemanya ni les nacions aliades van utilitzar cap dels seus gasos de guerra en combat, possiblement atenent als advertiments de severes represàlies.